# Kircheneintritt
Unter dem Kircheneintritt versteht man den Beitritt zu einer christlichen Kirche, oftmals in Form eines Kirchenwiedereintritts.

## Durchführung
Generell gilt: Jede Kirchengemeinde ist eine Kircheneintrittsstelle. Mitglied der christlichen Gemeinschaft wird man durch die Taufe. Die Taufe gilt ein Leben lang und erlischt auch durch einen etwaigen Kirchenaustritt nicht wieder. Bereits getaufte Aufnahmewillige werden bei Wiedereintritt daher auch nicht erneut getauft.
Anders als der Austritt ist der (Wieder-)Eintritt nicht durch bloße Erklärung möglich. Er wird durch einen Pfarrer vorgenommen. Dieser wird im Gespräch die Gründe für den Austritt und den Wiedereintritt/Übertritt/Aufnahme erfragen. Auch Fragen nach den Lebensumständen und etwaigen seelsorgerischen Anliegen kommen häufig im Gespräch vor.
Für die Aufnahme wird von den Kirchen kein Entgelt erhoben (anders als für die staatliche Beurkundung der Austrittserklärung).
Im Einzelnen wird die Aufnahme unterschiedlich gehandhabt, nicht nur in der katholischen Kirche, der evangelischen und den Freikirchen, sondern auch in den einzelnen evangelischen Landeskirchen auf verschiedene Weise. 2007 standen 130.000 Austritten aus der evangelischen Kirche ca. 60.000 Ein- und Übertritte gegenüber, in der römisch-katholischen Kirche 93.000 Austritte gegenüber 10.000 Eintritten.

## Links zum Kircheneintritt
- Informationen zum Eintritt in die katholische Kirche
- EKD: Informationen zum Eintritt in die evangelischen Kirchen
- Eintrittsportal der evangelischen Kirche

- SELK: Informationen zum Eintritt in die Selbständige Evangelisch-Lutherische Kirche